# Cucumbi carnavalesco
Cucumbi carnavalesco eran grupos compuestos por juerguistas socialmente identificados como negros. Desde la segunda mitad del siglo XIX ya se nota la presencia, en las calles de Río de Janeiro, de grupos de cucumbi durante los días de carnaval. Necesitados de autorización policial para desfilar, estos grupos se aprovechaban de la liberalidad propia del período carnavalesco para conseguir los permisos necesarios para sus presentaciones.
Los primeros cucumbis que se presentaron durante el carnaval mantenían su organización original. Sin embargo, poco a poco, el contacto con diversos grupos carnavalescos que ocupaban las calles de Río de Janeiro fue inspirando nuevas formas de presentación. Así surgen los llamados Cucumbis Carnavalescos.
Felipe Ferreira, en su libro Inventando Carnavais, aborda el tema y destaca algunas menciones en la prensa.
Algunos ejemplos:
- El "Diário de Notícias" del 8 de marzo de 1883 incluye a los cucumbis entre los grupos que se presentaron durante el carnaval.
- El Jornal do Commercio del 14 de febrero de 1888 describe así la presentación de un Cucumbi Carnavalesco:

(...) na frente vinham alguns sócios, fantasiados de índios, os quais faziam manobras selvagens, deitando-se às vezes no chão para ouvir o que ia ao longe. No centro do grupo estava a rainha, coberta por um grande manto, cujas pontas eram seguras por dois Cucumbys. Paravam em frente aos jornais, cantavam e dançavam à moda africana.
(...) al frente venían algunos socios disfrazados de indios, quienes realizaban maniobras salvajes, echándose al suelo a veces para escuchar lo que sucedía a lo lejos. En el centro del grupo estaba la reina, cubierta con un gran manto cuyas puntas eran sostenidas por dos Cucumbys. Se detenían frente a los periódicos, cantaban y bailaban al estilo africano. 

La valorización —incluso turística— de la presencia de los cucumbis en el carnaval carioca puede percibirse en el texto publicado por el Jornal do Commercio el 20 de junio de 1892 sobre el desfile de la Sociedade Iniciadora Cucumbys Carnavalescos:

(...) Por causa deles de certo nunca desaparecerá o carnaval. São constantes e sempre interessantes com os seus batuques e danças originais, já de pouco interesse para nós que estamos habituados a vê-los, mas curiosas para os estrangeiros.
(...) Gracias a ellos, seguramente el carnaval nunca desaparecerá. Son constantes y siempre interesantes con sus batuques y danzas originales, ya de poco interés para nosotros, que estamos habituados a verlos, pero curiosas para los extranjeros. 

Los cucumbis carnavalescos, con sus instrumentos de percusión, sus ritmos, sus disfraces de indios y nobles y sus animales vivos o disecados, se transformarán, a inicios del siglo XX, en lo que más tarde sería definido como cordón.